# 3-Okso-5,6-dehidrosuberil-KoA semialdehid dehidrogenaza
3-Okso-5,6-dehidrosuberil-KoA semialdehid dehidrogenaza (EC 1.17.1.7, paaZ (gen)) je enzim sa sistematskim imenom 3-okso-5,6-dehidrosuberil-KoA semialdehid:NADP+ oksidoreduktaza. Ovaj enzim katalizuje sledeću hemijsku reakciju
3-okso-5,6-dehidrosuberil-KoA semialdehid + NADP+ + 2O {\displaystyle \rightleftharpoons } 3-okso-5,6-dehidrosuberil-KoA + NADPH + H+
Enzim iz Escherichia coli je bifunkcionalni protein koji takođe katalizuje reakciju enzima EC 3.7.1.16, oksepin-KoA hidrolaze.

## Literatura
- Nicholas C. Price; Lewis Stevens (1999). Fundamentals of Enzymology: The Cell and Molecular Biology of Catalytic Proteins (Third изд.). USA: Oxford University Press. ISBN 019850229X.
- Eric J. Toone (2006). Advances in Enzymology and Related Areas of Molecular Biology, Protein Evolution (Volume 75 изд.). Wiley-Interscience. ISBN 0471205036.
- Branden C; Tooze J. Introduction to Protein Structure. New York, NY: Garland Publishing. ISBN 0-8153-2305-0.
- Irwin H. Segel. Enzyme Kinetics: Behavior and Analysis of Rapid Equilibrium and Steady-State Enzyme Systems (Book 44 изд.). Wiley Classics Library. ISBN 0471303097.

## Spoljašnje veze
- 3-oxo-5,6-dehydrosuberyl-CoA+semialdehyde+dehydrogenase на 